# すべてあるままに
「すべてあるままに」は、日本のSAKUの7thシングルである。2000年11月22日にユニバーサルミュージックからリリースされた。

## 解説
SAKUの7枚目のシングルである。今作の表題曲はCMのタイアップがある。NACK5の『JAPANESE DREAM』の2000年10月期おいて10位にランクインしている。殆どの楽曲がFM長野の『CountDownHitsRadio』では10位圏内だったが今作は2000年11月25日に最高位の6位入賞を果たした。今回の楽曲に小嶋隆一、By the way...、ぷらちな銀魚、虹のひなた、隣はモモちゃんのHARUと言うメンバーを起用している。
ジャケットは『SOMEDAY』以来のSAKU（櫻井茂雄）の写真を起用している。

## 収録曲
1. すべてあるままに
  - 作詞: SAKU、作曲: SAKU&小嶋隆一
  - TVK/SUN「Cool GANG」6月度エンディング・テーマ
2. 雨降り天使
  - 作詞: SAKU・By the way...・ぷらちな銀魚、作曲: SAKU
3. ありったけの笑顔で
  - 作詞: SAKU・虹のひなた・隣はモモちゃんのHARU、作曲: SAKU